# Diane Aldred
Diane Aldred, née en 1941 à Breckenridge et morte le 22 janvier 2003, est une écrivaine canadienne et militante de la protection et de la mise en valeur du patrimoine à Aylmer, au Québec. En 1974, elle cofonde l'Association du patrimoine d'Aylmer pour la sensibilisation des citoyens à la richesse historique de leur environnement.

## Biographie

### Origine et formation
Née en 1941 et ayant grandi à Breckenridge, près d'Aylmer, Diane Hay Aldred a consacré sa vie à la préservation et à la valorisation du patrimoine de cette ville, se distinguant par son rôle de membre fondateur de l'Association du patrimoine d'Aylmer en 1974 et par la rédaction de deux ouvrages de référence sur l'histoire locale, Aylmer. Québec : Its Heritage / son patrimoine et Le Chemin d’Aylmer : une histoire illustrée / The Aylmer Road: An Illustrated History,. Son engagement envers le patrimoine naturel l'a également conduite à entreprendre des démarches pour protéger les terres familiales, abritant des espèces rares telles que l'ail des bois et la rainette faux-grillon de l'Ouest, un projet qui a été concrétisé par son mari après son décès en 2003. Elle lègue ces terres ancestrales à des organismes de conservation pour les protéger de l'urbanisation et de l'agriculture intensive, assurant ainsi la sauvegarde des écosystèmes riches et des espèces rares. La ville de Gatineau et l'Association du patrimoine d'Aylmer ont honoré sa mémoire, soulignant ainsi sa contribution significative à la richesse du patrimoine gatinois,.
Diane Aldred décède à l'Hôpital général d'Ottawa le 22 janvier 2003.

## Publications
- Aylmer, Québec : Its Heritage / son patrimoine, 1977 (réédité en 1978 et en 1989)[4].
- (en) Le Chemin d'Aylmer : une histoire illustrée [« The Aylmer Road: An Illustrated History »], Aylmer Heritage Assoc., 1er janvier 1994 (ISBN 978-0929114125).